# Johndale Solem
Johndale C. Solem (nascido em 1941) é um físico teórico americano e membro do Laboratório Nacional de Los Alamos. Solem é autor ou co-autor de mais de 185 artigos técnicos em diversos campos científicos. Ele é conhecido por seu trabalho em evitar colisões de cometas ou asteróides com a Terra e na propulsão de espaçonaves interestelares.

## Contribuições científicas
As atividades de pesquisa de Solem envolveram física e matemática experimental, computacional e teórica, bem como outras áreas da ciência, incluindo magnetismo; transporte de partículas e radiação; física de plasma; física nuclear; teoria explosiva nuclear; equações de estado; inteligência artificial e robótica; ciência computacional; microholografia de raios-x; ciência e tecnologia de antiprótons; física matemática; astrofísica; métodos exóticos de propulsão de espaçonaves; os fundamentos da mecânica quântica; e a teoria do laser, particularmente no que se refere a projetos conceituais para o laser de raios gama.

### Cometas e asteroides
O trabalho de Solem sobre a interceptação e deflexão de cometas e asteróides em rota de colisão com a Terra (1993a, 2000) também levou a uma teoria da origem da forma de asteróides em pilha de escombros. Sua teoria analítica da dissolução de cometas por forças de maré planetárias resultou em seu cálculo do diâmetro e densidade do cometa pai de Shoemaker-Levy 9 como era antes de quebrar no campo de maré de Júpiter em 1994 (1994a).

### Propulsão de pulso de plasma nuclear para viagens espaciais interplanetárias
A pesquisa de Solem sobre viagens interplanetárias culminou em seu conceito MEDUSA, uma espaçonave propulsionada por explosivo nuclear para viagens espaciais interplanetárias (1994b). Gregory Matloff disse que este era " um conceito [de propulsão] surpreendente que pode reduzir bastante a massa da espaçonave". O conceito inspirou pesquisa e elaboração pela comunidade aeroespacial.
A pedido do Projeto de Física de Propulsão Inovadora da NASA, Solem investigou se uma sonda interestelar de plasma pulsado externo nuclear (EPPP) poderia alcançar Alpha Centauri em 40 anos, a duração média da carreira de um cientista. Nenhum esquema foi encontrado, mesmo envolvendo uma encenação elaborada, que pudesse acelerar tal veículo muito além de 1% da velocidade da luz.

### Robótica
Solem criou uma linguagem de programação de alto nível para controlar robôs pessoais. Além de iniciar um programa de laboratório em inteligência artificial e robótica, Solem fez cálculos "pioneiros" sobre a motilidade de microrrobôs (1994e). Ele mostrou mecanismos únicos para automontagem de microrobôs móveis baseados em sólidos platônicos, em particular o dodecaedro, que pode se montar em uma hélice apropriada para propulsão em alto número de Reynolds (2002). Ele descreveu vários microrrobôs para aplicações militares (1996b).

## Honras e prêmios
- Fellow do Laboratório Nacional de Los Alamos (1996)[10]
- Prêmio Los Alamos Fellows por Serviços Dedicados como Coordenador dos Fellows (1999-2000)
- Prêmio Mentor de Destaque, Los Alamos National Laboratory (2002)
- Prêmio de Desempenho Distinto, Los Alamos National Laboratory (1991)
- Sigma Xi (1963)

## Patentes detidas
- Patente dos EUA No. 4.955.974. 11 de setembro de 1990. Rodes, CK; Boyer, K.; Solem, JC; Haddad, WS " Aparelho para geração de hologramas de raios-x ".[11]
- Patente dos EUA No. 5.214.581. 25 de maio de 1993. Rodes, CK; Boyer, K.; Solem, JC; Haddad, WS " Método para reconstrução de objetos a partir de hologramas de raios-x ".